# Karmeliterkirche St. Josef (Beilstein)

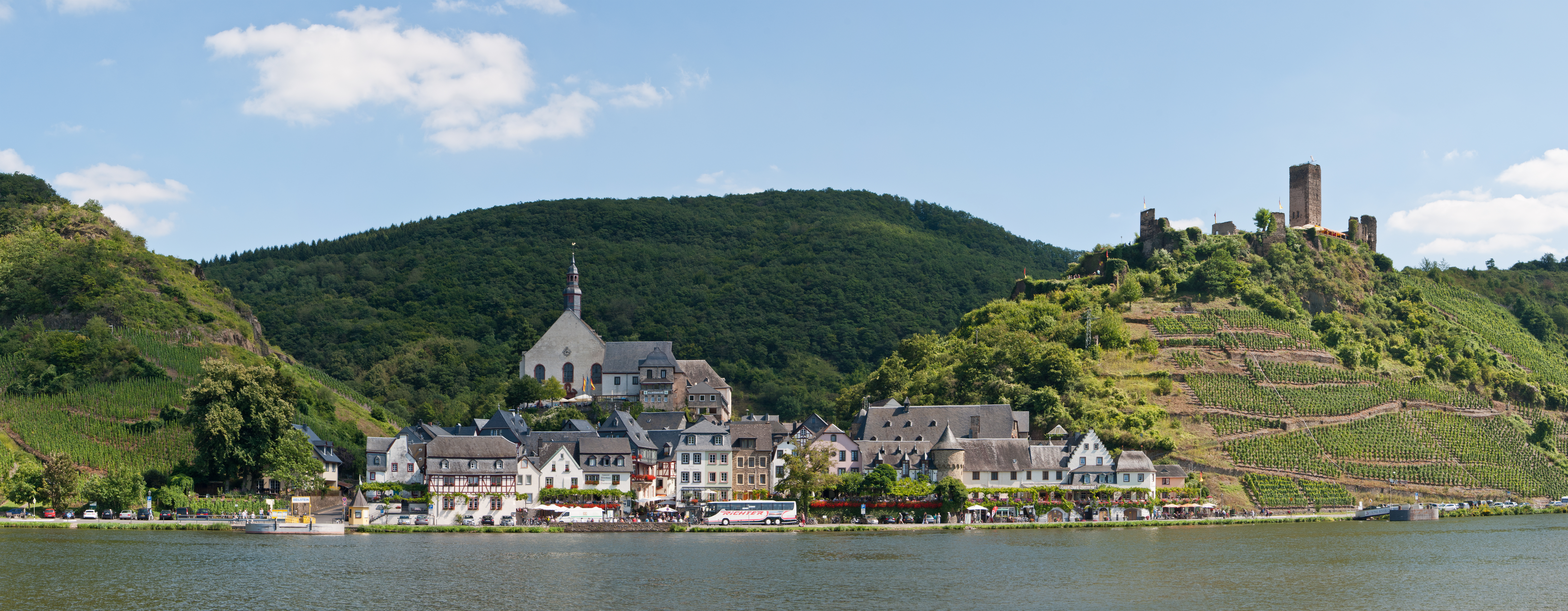
Beilstein und Karmeliterkirche

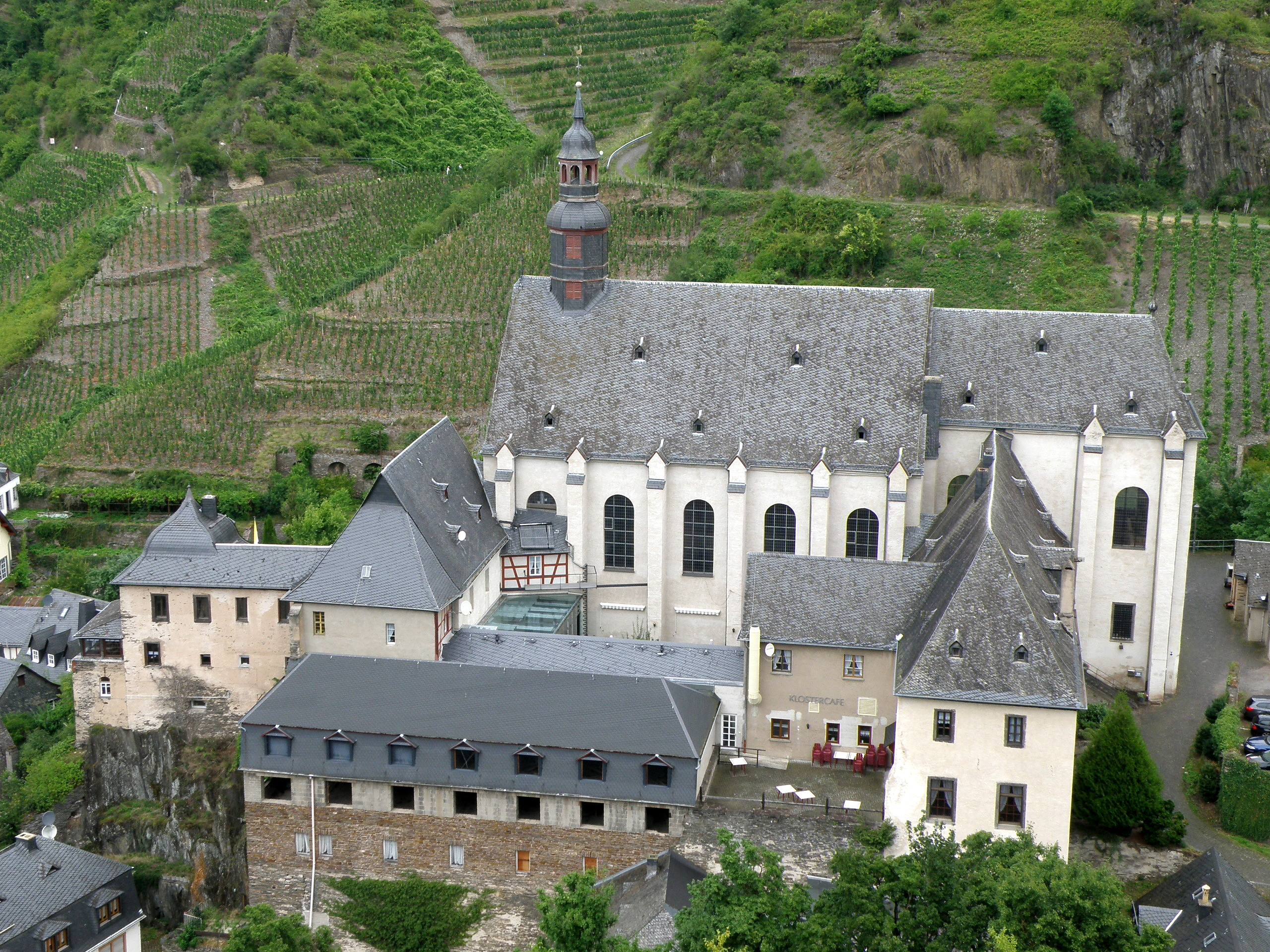
Karmeliterkirche

Die Karmeliterkirche St. Josef in Beilstein, einer Gemeinde im Landkreis Cochem-Zell in Rheinland-Pfalz, wurde Ende des 17. und zu Beginn des 18. Jahrhunderts im Stil des Barock errichtet. Seit der Säkularisation des Karmelitenklosters wird die dem heiligen Josef gewidmete Kirche als Pfarrkirche genutzt. Die Kirche besitzt eine Marienfigur aus dem 12./13. Jahrhundert, die als Schwarze Madonna von Beilstein verehrt wird und vermutlich aus Spanien stammt.

## Geschichte
Für das Jahr 1311 ist in Beilstein eine erste Kirche unterhalb der Burg belegt, die zunächst der Pfarrei Ellenz unterstellt war. Unter Erzbischof Balduin von Trier wurde die Kirche zur selbständigen Pfarrei erhoben und Jesus Christus geweiht sowie  Maria und dem heiligen Christophorus gewidmet. Während der Reformation war der Ort protestantisch geworden, da die damaligen Burgherren, die Herren von Winneburg, zum evangelischen Glauben übergetreten waren. Nach dem Aussterben der Winneburger während des Dreißigjährigen Krieges gelangte der Besitz an die Freiherren von Metternich. Bereits 1635 siedelte Freiherr Philipp Emmerich von Metternich, Dompropst von Trier, Patres der unbeschuhten Karmeliten aus Köln in Beilstein an, um die Rekatholisierung des Ortes voranzutreiben. Diesen wurde zunächst ein Gebäude an der Mosel, das heutige Gasthaus Zur Burg Metternich, zur Verfügung gestellt. 1686 wurde der Grundstein für ein neues Kloster auf dem Rammerberg gelegt, das 1692 bezogen werden konnte. 1691 begann man unter dem Baumeister David Wynant aus dem Augustiner-Chorherrenstift Springiersbach mit dem Bau der Klosterkirche, die 1738 von Weihbischof Lothar Friedrich von Nalbach konsekriert wurde.
Nach der französischen Eroberung des linken Rheinufers im Jahr 1794 kam die Herrschaft Beilstein an Frankreich und wurde nach dem Wiener Kongress Teil der preußischen Rheinprovinz. 1803 wurde das Kloster aufgehoben und die ehemalige Klosterkirche wurde Pfarrkirche. Im Jahr 1808 verließen die letzten Patres das Kloster. 1819 wurden der Südflügel der Klostergebäude und der Kreuzgang abgebrochen, die Steine wurden als Baumaterial wiederverwendet. Zu Beginn des 20. Jahrhunderts begann man mit der Renovierung der Kirche. 1948 zogen wieder Karmeliterpatres in das Kloster in Beilstein ein und 1950 brachte man in einer feierlichen Prozession das Gnadenbild der Schwarzen Madonna, das zwischenzeitlich nach Trier in das Diözesanmuseum gelangt war, in die Beilsteiner Kirche zurück. Ab 1987 wurden weitere Restaurierungen durchgeführt. Bei der Innenrenovierung von 1994 wurde die ursprüngliche farbliche Ausgestaltung wieder hergestellt.

## Architektur
Die aus verputztem Bruchstein errichtete Hallenkirche wird von einem Satteldach gedeckt, das von einem schlichten Dachreiter bekrönt wird. Das dreischiffige Langhaus ist in fünf Joche gegliedert. Das Hauptschiff und die beiden Seitenschiffe werden von Kreuzgratgewölben mit kräftigen Gurt- und Schildbögen überspannt. Diese ruhen auf mächtigen Säulen, die von hohen, achteckigen Sockeln getragen werden. Im Osten schließt sich der dreijochige Chor an. Der den Patres vorbehaltene Bereich wird durch den Hochaltar abgegrenzt.

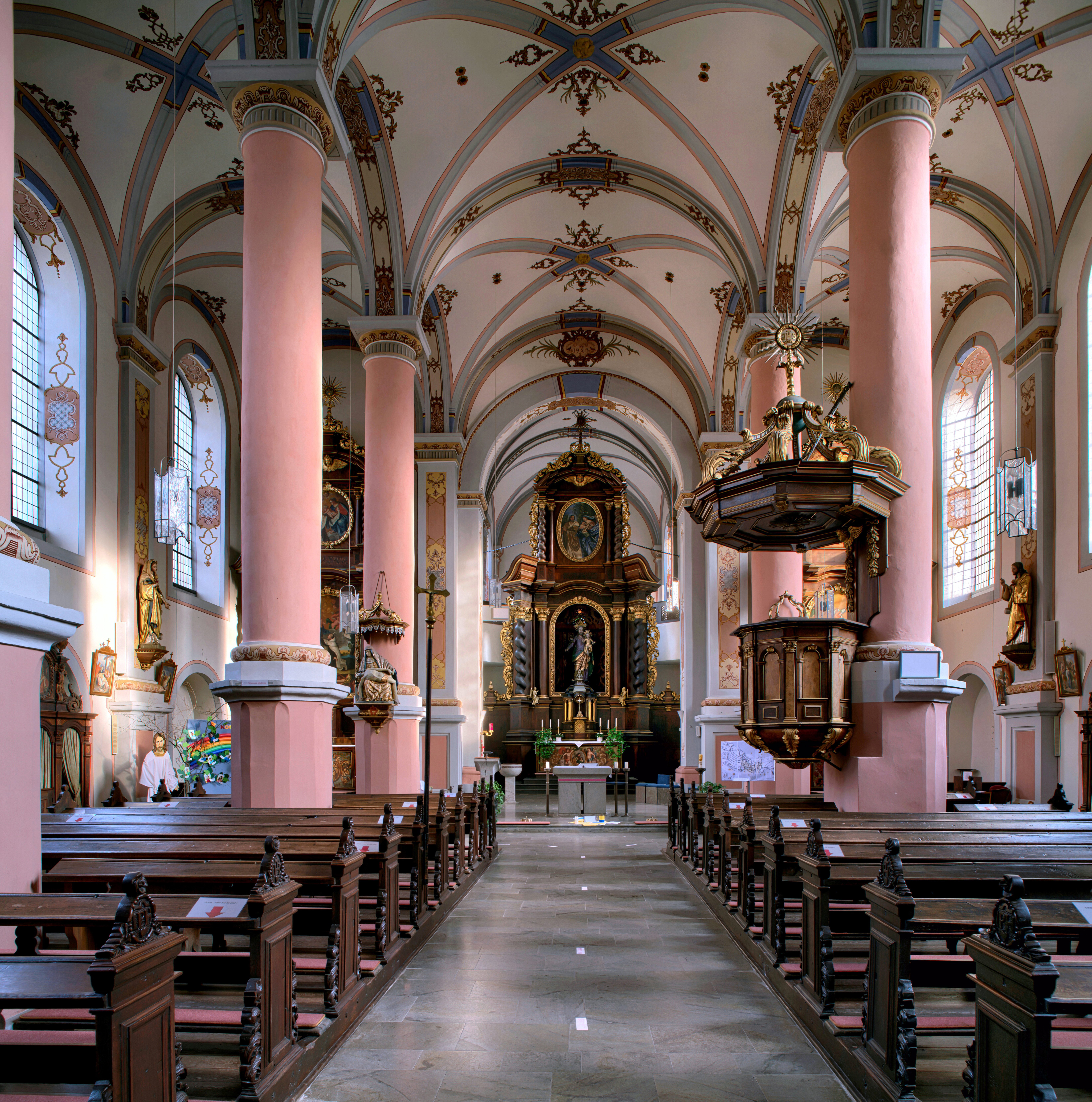
Mittelschiff mit Altar und Kanzel
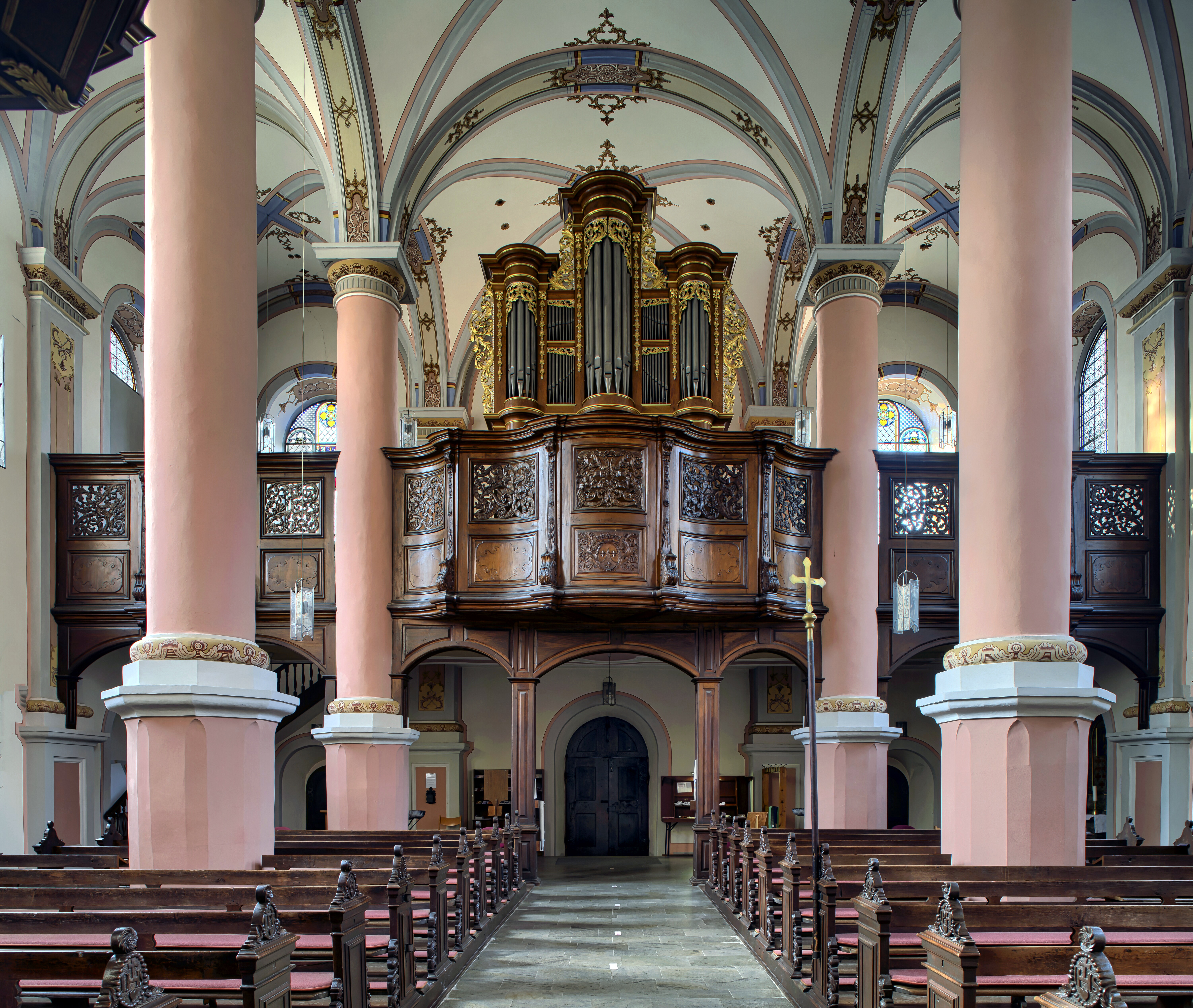
Innenraum mit Blick zur Orgelempore
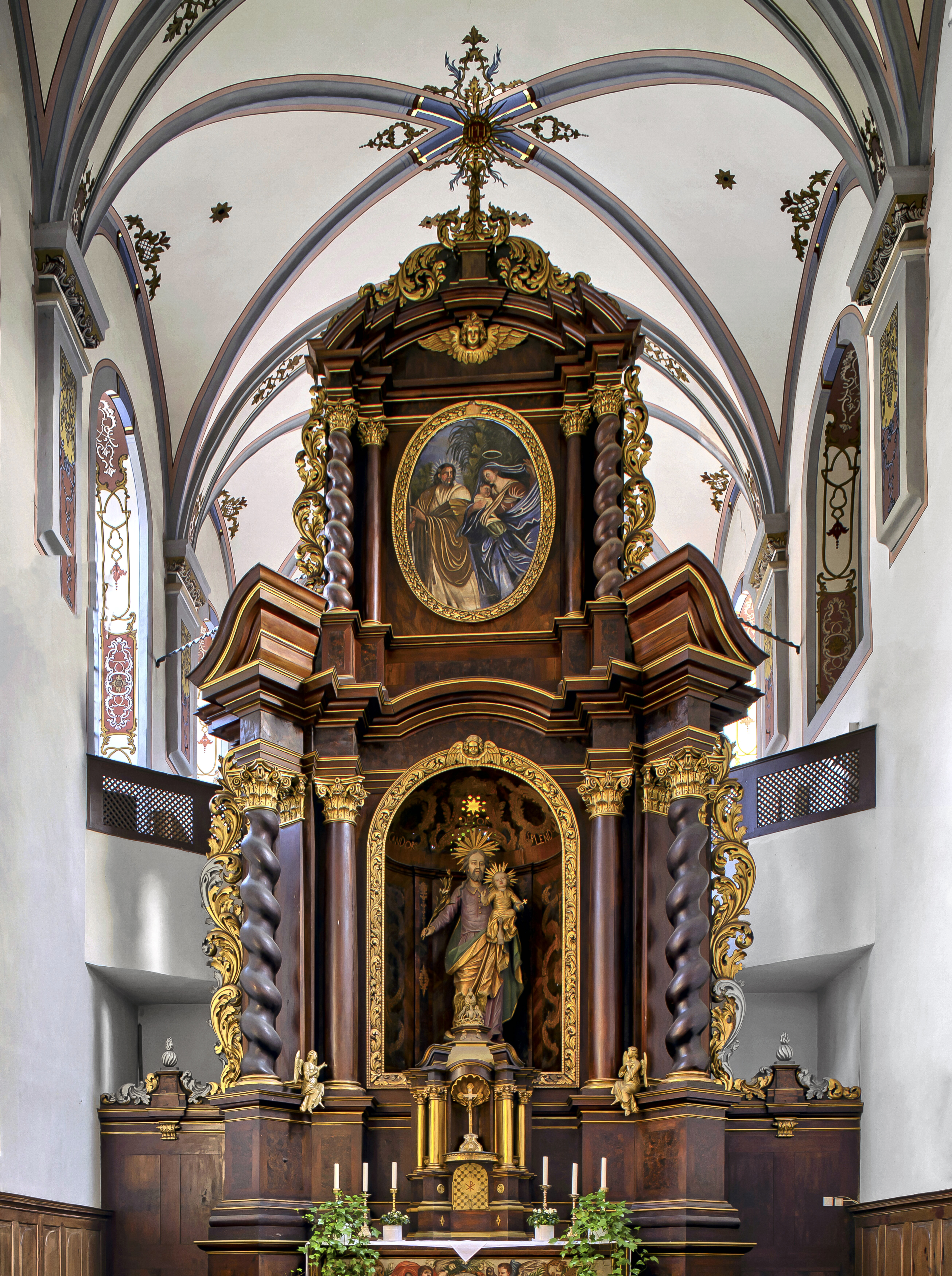
Hochaltar
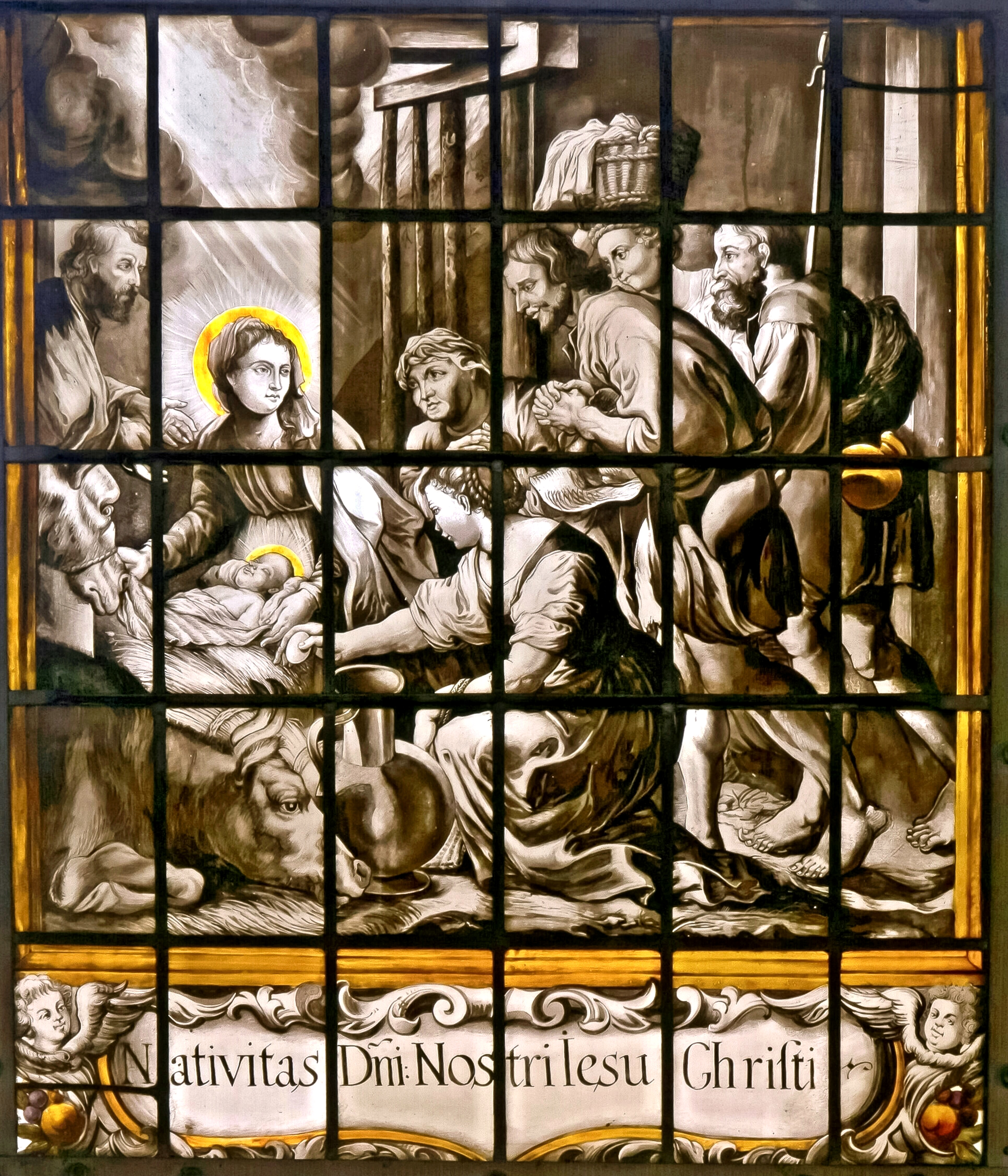
Bleiglasfenster aus dem 17. Jh.

## Fenster
Das Bleiglasfenster mit der Darstellung der Anbetung der Hirten gehört vermutlich noch zur ursprünglichen Verglasung. Als Vorlage diente ein um 1620 entstandener Kupferstich von Peter Paul Rubens (heute in der Staatlichen Kunsthalle Karlsruhe). Die Szene ist betitelt mit Nativitas D´ni Nostri Iesu Christi (Geburt unseres Herrn Jesus Christus).

## Ausstattung
- Der 14 Meter hohe Hochaltar aus Nussbaumholz birgt in seiner Mittelnische eine Skulptur des heiligen Josef, des Schutzpatrons der Kirche, der das Jesuskind auf dem Arm trägt. Auf dem ovalen Auszugsbild ist die Heilige Familie dargestellt.
- Die siebenseitige Kanzel gliedern schmale Ecksäulen. Der Schalldeckel wird von Voluten bekrönt, die eine Monstranz tragen.
- Die fünf Beichtstühle sind mit Flachschnitzereien verziert und mit prächtigen Giebelaufsätzen ausgestattet.
- Aus der ersten Hälfte des 18. Jahrhunderts stammt die unter einem Baldachin vor einer Mittelschiffsäule kniende Skulptur Christus am Ölberg.
- Ein Werk aus barocker Zeit ist auch die etwas bäuerliche Pietà an der gegenüberliegenden Säule.
- Das älteste Ausstattungsstück ist die Schwarze Madonna von Beilstein, die ins 12./13. Jahrhundert datiert wird.

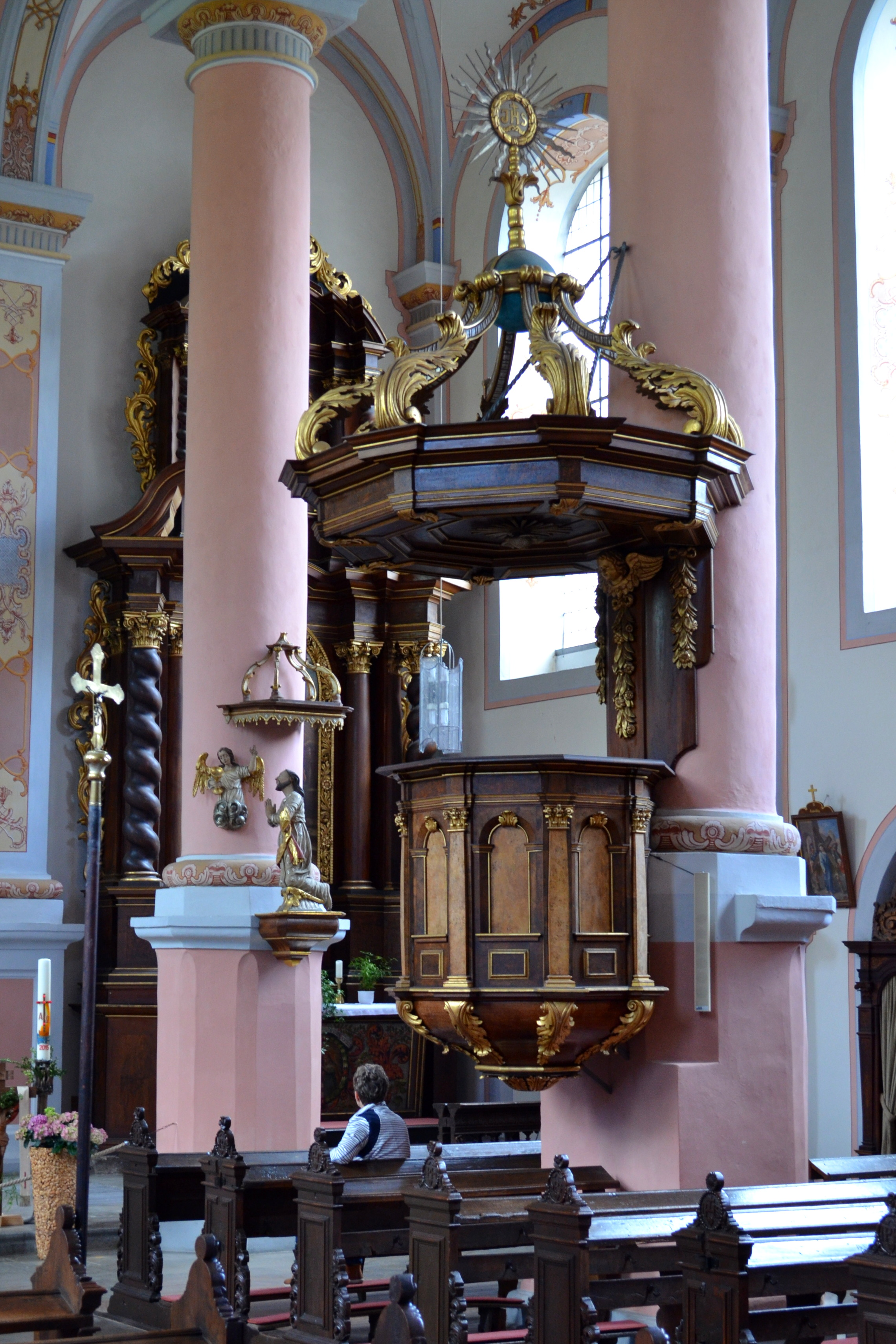
Kanzel
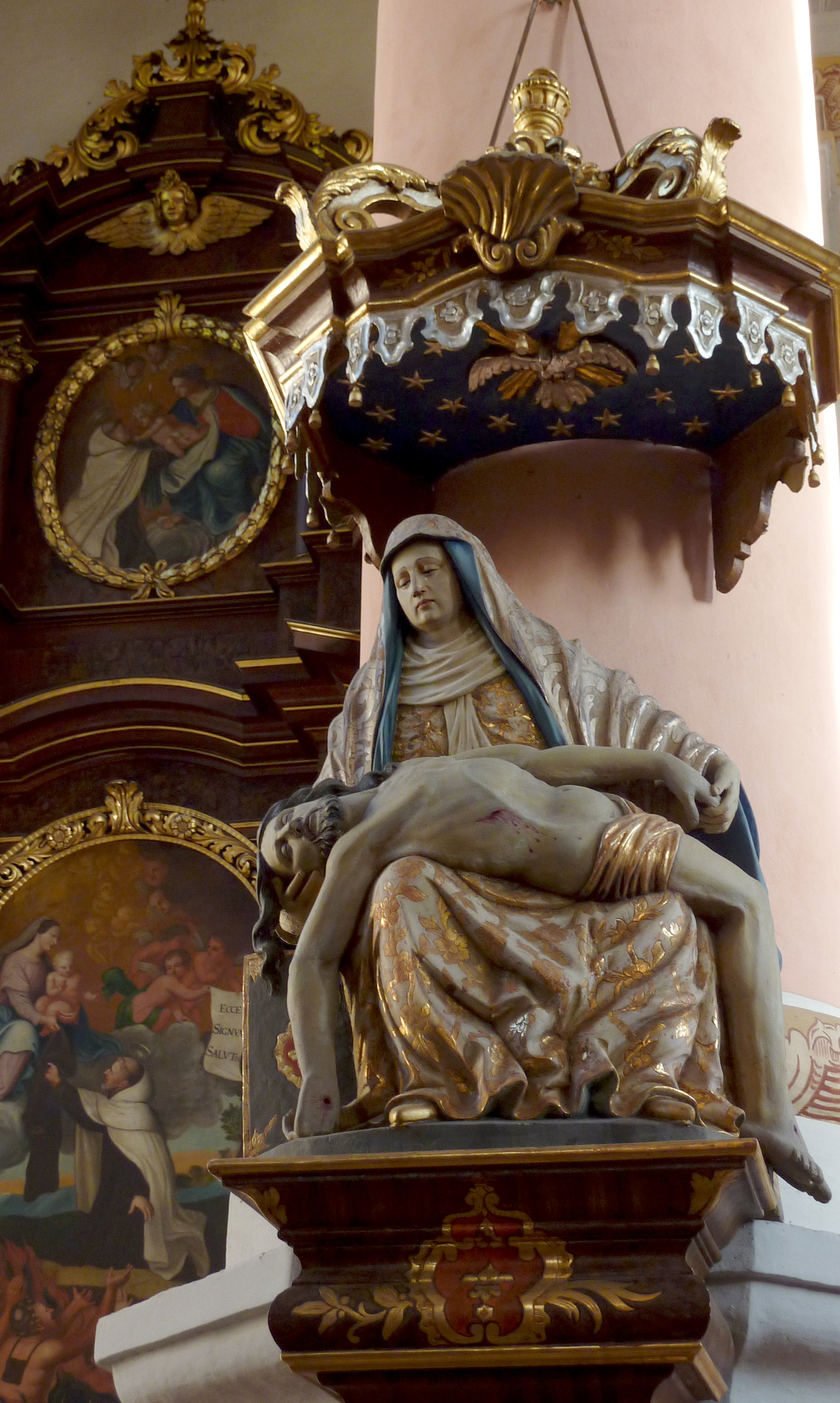
Pietà
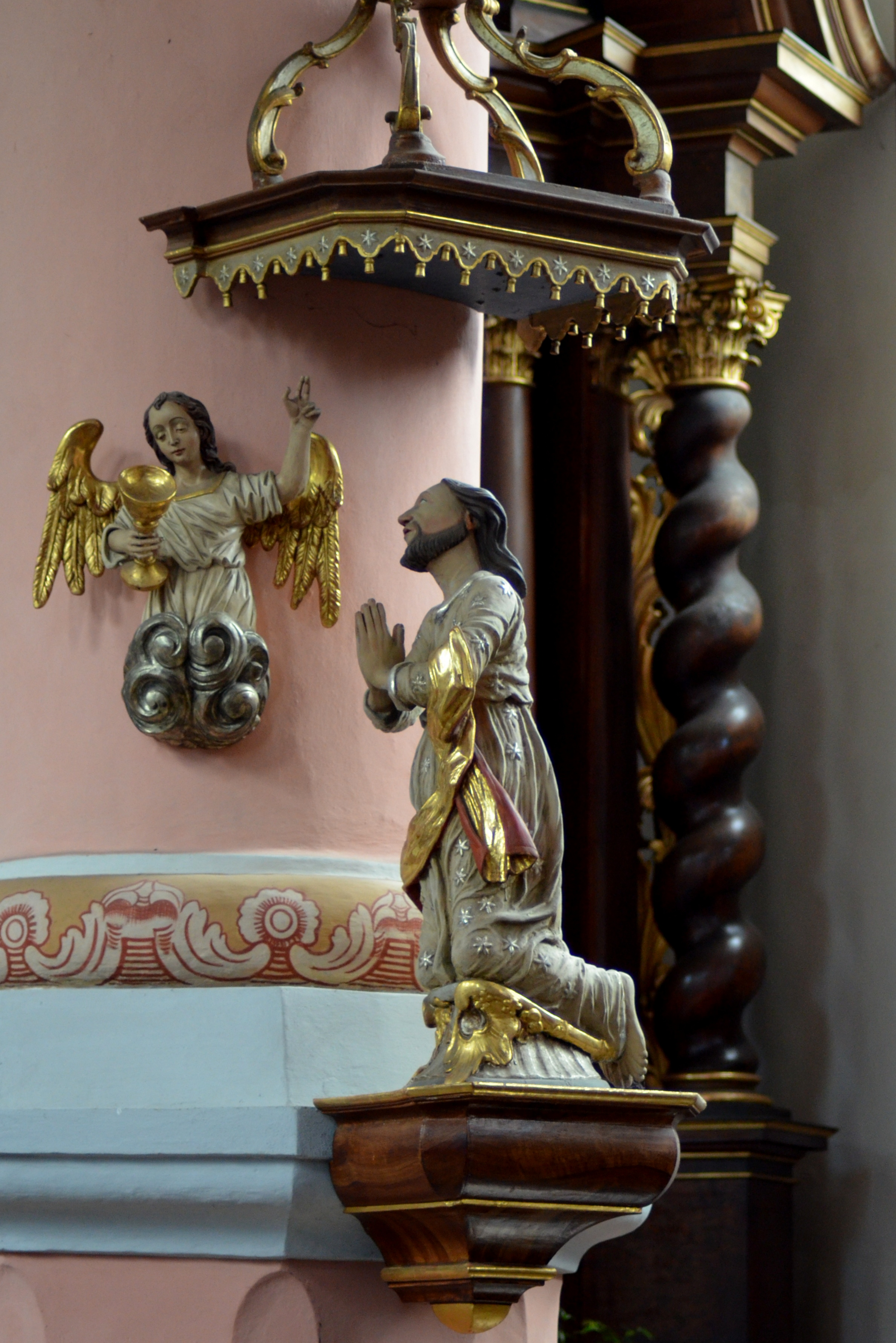
Christus am Ölberg
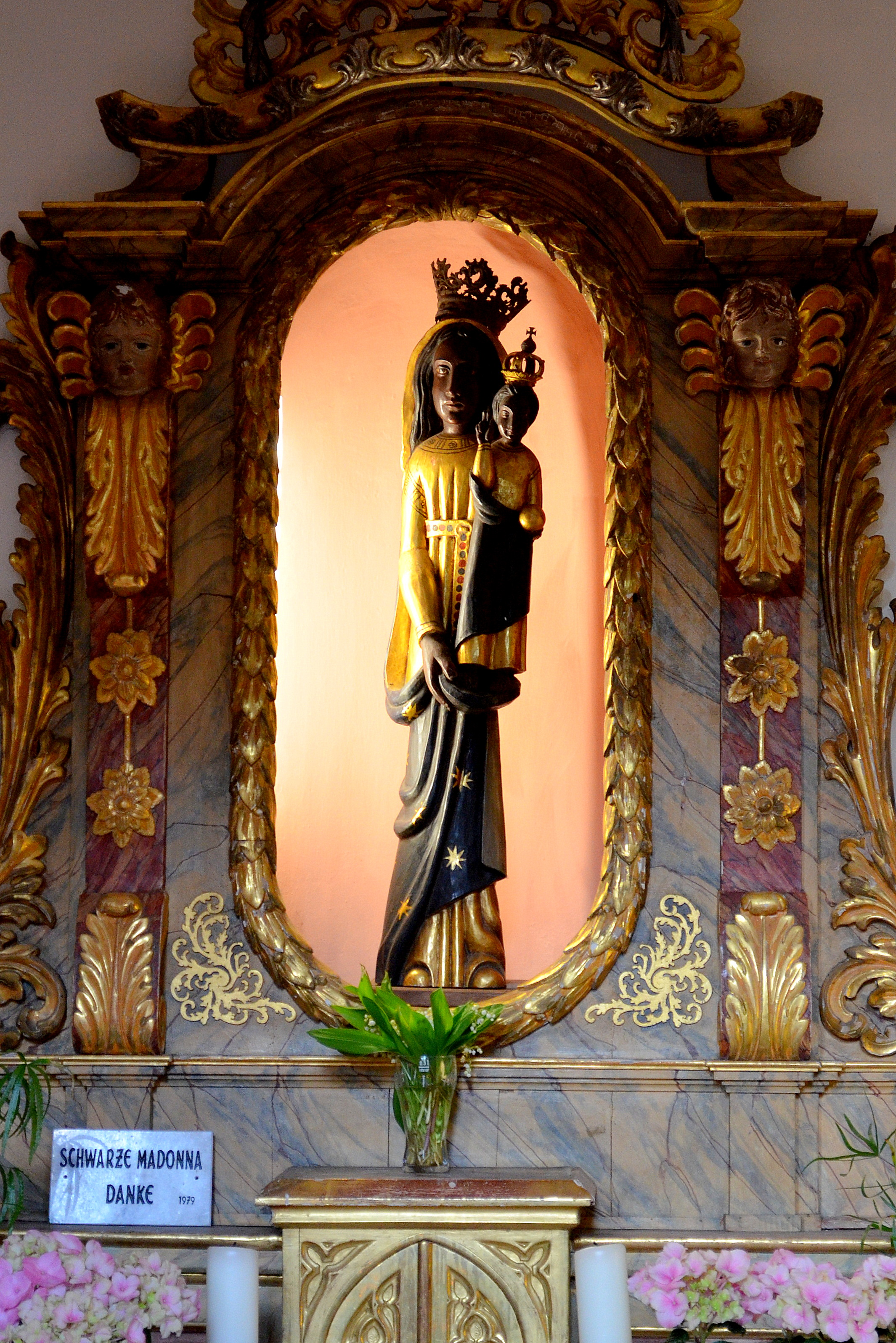
Schwarze Madonna von Beilstein
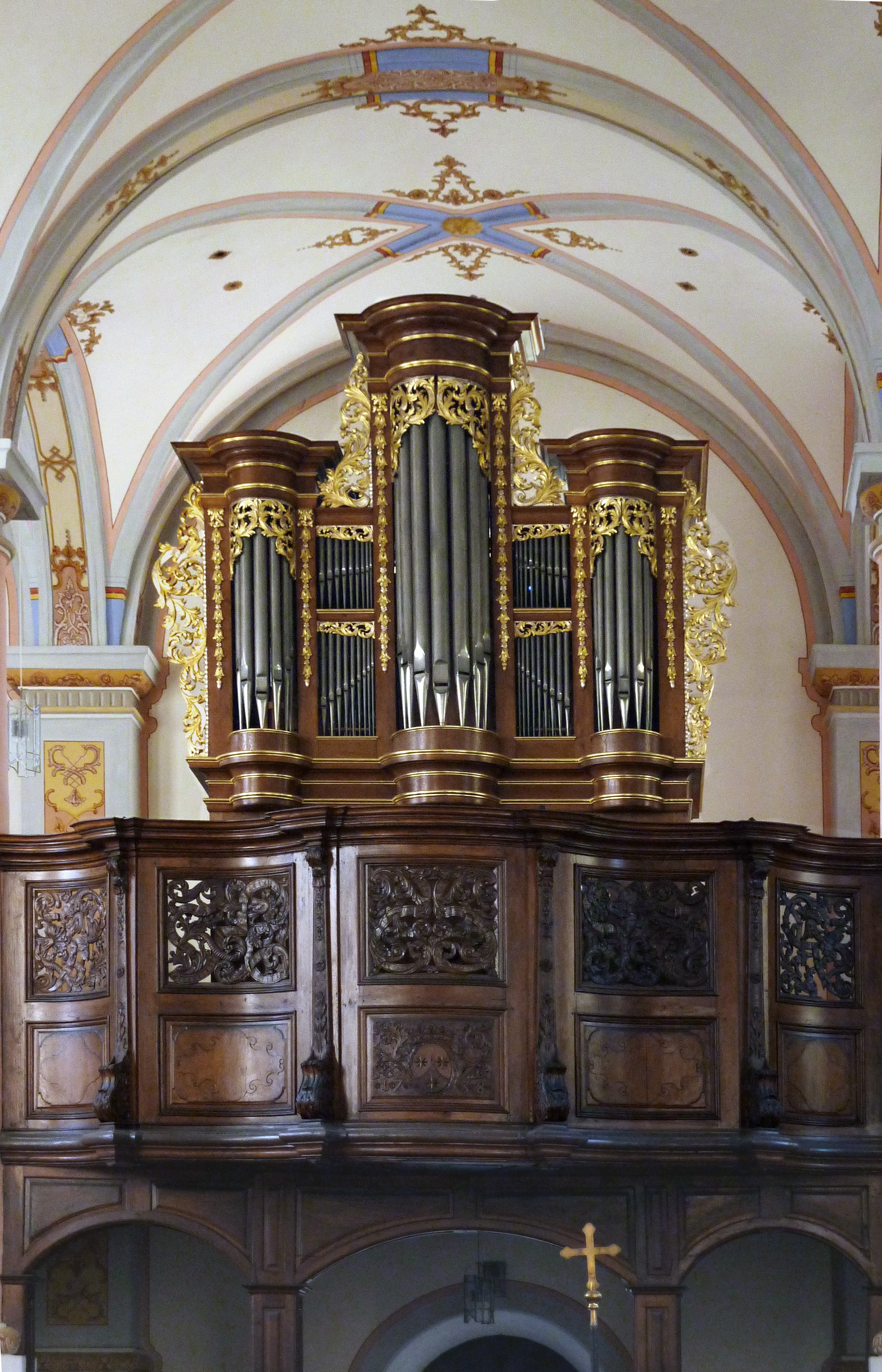
Orgelempore

## Orgel
Die Orgel mit 21 Registern auf zwei Manualen und Pedal wurde 1738 von dem aus Ingolstadt stammenden Orgelbauer Balthasar König eingebaut und 2001/02 durch Orgelbau Hubert Fasen  aufwendig restauriert. Die Brüstung der Orgelempore ist kunstvoll geschnitzt; im mittleren Segment trägt sie das Wappen der Karmeliten und die Jahreszahl 1738.